# Господи, прости нас, грешных
«Господи, прости нас, грешных» — фильм Артура Войтецкого по мотивам повести русского писателя Антона Чехова «В овраге», снятый в 1992 году на Украине. Экранизация произведения выполнена в форме притчи, повествующей о том, что неправедно нажитое добро не приносит счастья. 

## Сюжет
Действие фильма происходит в русском селе конца XIX века. В центре сюжета — знатный сельский мещанин Григорий Петрович Цыбукин, славящийся своим богатством, а также скупостью. Вся его жизнь сводится к преумножению своего капитала, однако деньги не приносят счастья его семье, а лишь становятся проблемой.
Первая сцена фильма — венчание Анисима, сына Григория Петровича, и простолюдинки Липы. Вскоре после свадьбы молодой муж уезжает на работу в город, где обнаруживается, что раздаренные им после свадьбы монеты фальшивые. После ареста, несмотря на неоднократные прошения семьи, Анисима отправляют в Сибирь на каторгу. Чувствуя свою вину перед сыном, Григорий решает переписать бо́льшую часть своего наследства на новорождённого сына Липы и Анисима. Узнавшая об этом Аксинья приходит в ярость и обливает младенца кипятком, после чего тот умирает. После перенесённого горя Липа переезжает из дома Цыбукиных к матери, а Аксинья становится главной в полуразрушенной семье. Она начинает заниматься прибыльным делом, выгоняет старика с женой из дома. После всего случившегося старик вовсе потерял смысл жизни — он сидит голодный у церкви целыми днями. Увидев однажды на улице своего свёкра, Липа поняла, что тот голоден, и протянула ему хлеб.

## В главных ролях
| Актёр           | Роль                          |
| --------------- | ----------------------------- |
| Богдан Ступка   | Григорий Петрович Цыбукин     |
| Ольга Гобзева   | Варвара (жена Григория)       |
| Валентин Троцюк | Анисим (старший сын Григория) |
| Остап Ступка    | Степан (младший сын Григория) |
| Наталья Бойко   | Липа (жена Анисима)           |
| Любовь Богдан   | Аксинья (жена Степана)        |

Актриса Ольга Гобзева, сыгравшая жену Григория Цыбукина, последний раз снялась в кино именно в «Господи, прости нас, грешных» — в 1993 году она приняла иноческий постриг. Фильм стал последней работой для режиссёра Артура Войтецкого, скончавшегося в мае 1993 года. Фильм был снят в сёлах Винницкой области Украины.